# Tommaso Colamaria
Tommaso Colamaria (Giovinazzo, 16 maggio 1962) è un allenatore di hockey su pista ed ex hockeista su pista italiano.

## Carriera
Nel novembre del 2024 accetta la proposta del Seregno Hockey 2012 e assume il ruolo di Direttore tecnico del settore giovanile hockey. Dopo aver allenato per oltre un decennio esclusivamente giovani atleti, Tommaso sceglie di lavorare con tecnici alle prime armi, ancora da formare, in un autentico laboratorio sperimentale.

## Palmarès

### Giocatore

#### Club

##### Competizioni nazionali
- Campionato italiano: 5

AFP Giovinazzo: 1979-1980
Novara: 1984-1985, 1986-1987, 1987-1988
Roller Monza: 1995-1996
- Coppa Italia: 4

Novara: 1984-85, 1985-86, 1986-87, 1987-88

##### Competizioni internazionali
- Coppa delle Coppe: 2

AFP Giovinazzo: 1979-1980
Roller Monza: 1994-95
- Coppa CERS/WSE: 1

Novara: 1984-1985

#### Nazionale
- Campionato mondiale: 1

Sertãozinho 1986
- Campionato europeo: 1

Lodi 1990